# Kazimierz Kaszuba
Kazimierz Kaszuba (ur. 5 kwietnia 1930 w Rząsce, zm. 5 sierpnia 1990 w Krakowie) – polski piłkarz, grający na pozycji obrońcy lub pomocnika.

## Kariera
Kaszuba był wychowankiem Cracovii, w pierwszym zespole grał w latach 1948–1954. W 1948 został mistrzem Polski. Od 1955 był piłkarzem lokalnego rywala – Wawelu.
W reprezentacji Polski zadebiutował 27 maja 1951 w meczu z Węgrami, ostatni raz zagrał w 1954. Brał udział w igrzyskach olimpijskich w Helsinkach. Łącznie w biało-czerwonych barwach rozegrał 3 oficjalne spotkania.